# جام یوفا ۸۱–۱۹۸۰
جام یوفا ۸۱–۱۹۸۰، دهمین فصل از جام یوفا، مسابقات فوتبال باشگاهی سطح دوم اروپا بود که اکنون با نام لیگ اروپا شناخته می‌شود و توسط یوفا سازماندهی می‌شود. این دوره با قهرمانی ایپسویچ تاون به پایان رسید.